# Мост Эйнштейна — Розена
Мост Эйнштейна — Розена — непроходимая кротовая нора. Назван в честь Альберта Эйнштейна и Натана Розена, предложивших эту идею в 1935 году.

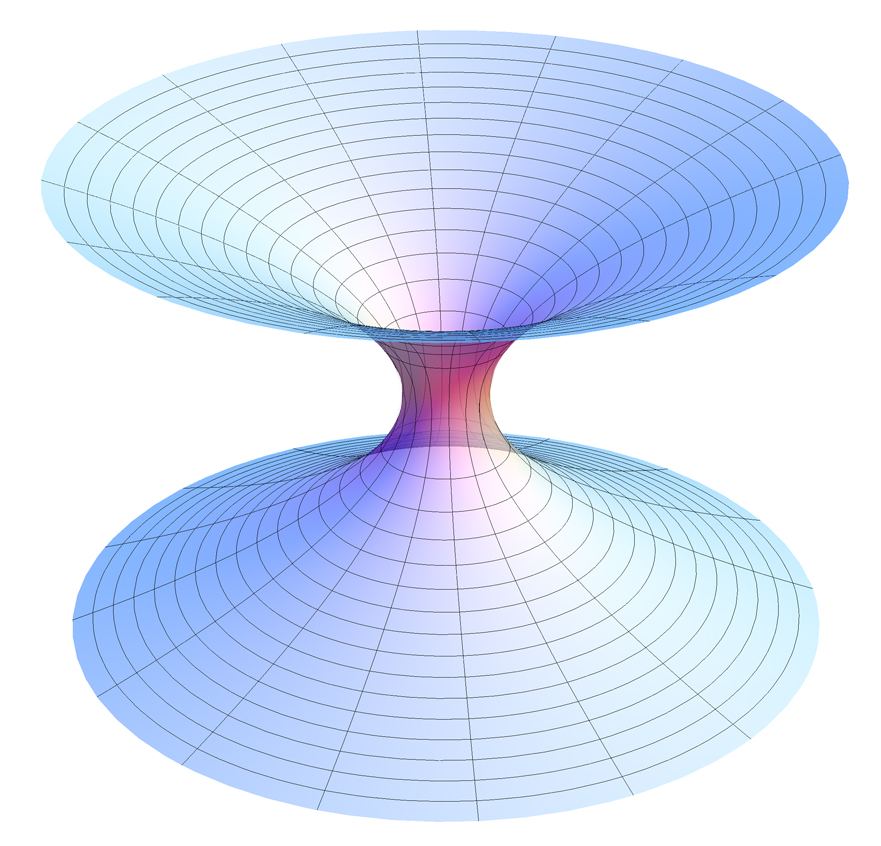
Математическое представление в виде графика непроходимой кротовой норы Лоренца (Шварцшильда)

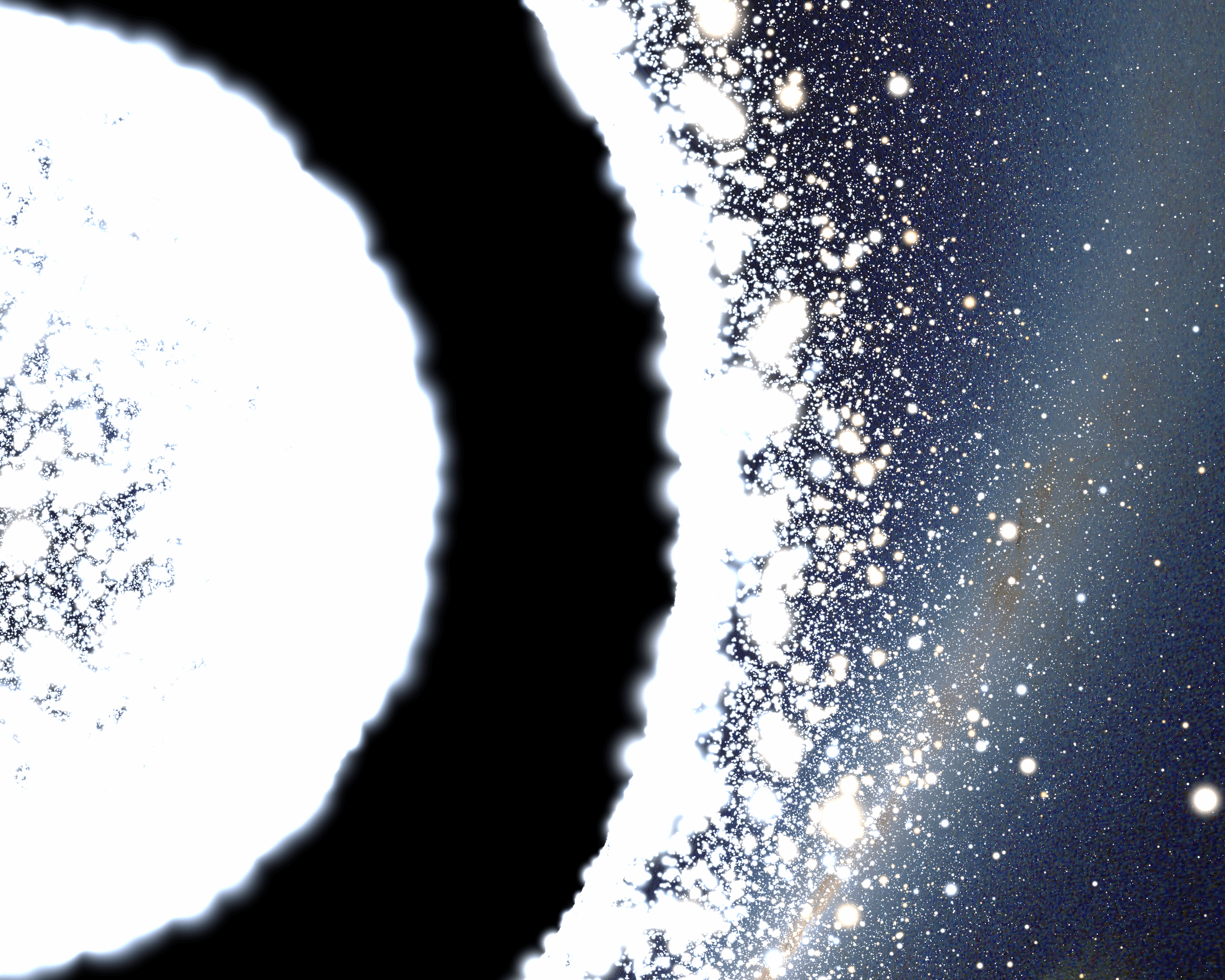
Художественная интерпретация червоточины с точки зрения наблюдателя, пересекающего горизонт событий червоточины Шварцшильда, которая является мостом между двумя Вселенными. Наблюдатель, подошедший справа, и другая Вселенная становятся видимыми в центре тени кротовой норы, когда пересекается горизонт событий. Наблюдатель видит свет, который попал внутрь чёрной дыры из другой Вселенной. Однако, другая Вселенная недоступна в случае червоточины Шварцшильда, так как мост разрушится быстрее, чем наблюдатель пересечёт его, и всё, что попало за горизонт событий из любой Вселенной будет раздавлено в сингулярности.

Непроходимая червоточина Лоренца, также известная как червоточина Шварцшильда или мост Эйнштейна — Розена, представляет собой соединение между областями пространства, которое может быть смоделировано как вакуумное решение уравнений Эйнштейна, которые, в свою очередь, понимают как неотъемлемую часть максимально расширенной версии метрики Шварцшильда, описывающих вечную чёрную дыру, не изменяющуюся и не вращающуюся. При этом, «максимально расширенное» относится к тому, что пространство-время не должно иметь никаких «краёв»: для любой возможной траектории свободного падения частицы (следующей геодезической) в пространстве-времени должна быть возможность продолжить этот путь сколь угодно далеко в будущее или прошлое частицы, за исключением случаев, когда траектория попадает в гравитационную сингулярность, как если бы находилась в центре внутренней части чёрной дыры. Чтобы удовлетворять данному требованию, получается, что в дополнение к внутренней области чёрной дыры, в которую частицы попадают, когда пересекают горизонт событий с внешней стороны, должна быть отдельная внутренняя область белой дыры, которая позволяет экстраполировать траектории частицы, которые сторонний наблюдатель видит, встав вдали от горизонта событий. И так же, как существуют две отдельные внутренние области пространства-времени, существуют две отдельные внешние области, которые иногда называют две разные «вселенные», наличие второй Вселенной позволяет экстраполировать некоторые возможные траектории частиц в двух внутренних областях. Это означает, что внутренняя область чёрной дыры может содержать смесь частиц, попавших в неё из любой Bселенной (таким образом, наблюдатель, увидевший свет из одной Вселенной, может увидеть свет и из другой Вселенной), а также частицы из внутренней области белой дыры могут вырываться в любую Вселенную. Все четыре области можно увидеть на пространственно-временной диаграмме Крускала — Секереша.